# Премана
Премана (італ. Premana) — муніципалітет в Італії, у регіоні Ломбардія, провінція Лекко.
Премана розташована на відстані близько 530 км на північний захід від Рима, 70 км на північ від Мілана, 23 км на північ від Лекко.
Населення — 2293 особи (2014).
Щорічний фестиваль відбувається 11 січня. Покровитель — Madonna della Neve.

## Демографія
Населення за роками:

Станом на 1 січня 2023 року в муніципалітеті офіційно проживало 16 іноземців з 9 країн, серед них 7 громадян країн Євросоюзу та 4 громадяни України.

## Сусідні муніципалітети
- Казарго
- Делебіо
- Джерола-Альта
- Інтробіо
- Паньона
- Педезіна
- Прималуна
- Роголо